# Agnès d'Antioquia
Agnès d'Antioquia (1154 – 1184) o, també, de Châtillon, pel cognom del seu pare, i també Anna, després del seu bateig ortodox, fou reina consort d'Hongria i àvia de la reina Violant d'Hongria, esposa de Jaume I el Conqueridor.

## Biografia
Agnès era filla de la princesa d'Antioquia Constança i del seu marit, el cavaller croat, Reinald de Châtillon.
La seva germana, Maria d'Antioquia era emperadriu romana d'Orient consort casada, des de 1161, amb Manuel I Comnè. Agnès va anar a viure a la cort de Constantinoble i es va convertir a la fe ortodoxa adoptant el nom d'Anna. El 1168 fou casada amb Béla, germà del rei Esteve III d'Hongria i mà dreta de l'emperador.
El 1172, el rei d'Hongria va morir i el seu marit es va convertir en Béla III d'Hongria i ella esdevingué reina consort.
El seu regnat va durar fins a 1184 quan morí amb només trenta anys.

## Descendència
Els fills d'Agnès i Béla que van arribar a grans són:
- Emeric (1174-1204), futur rei Emeric d'Hongria.
- Margarida (1175-després de 1223), futura esposa de l'emperador Isaac II Àngel, del rei Bonifaci I de Tessalònica i de Nicolau de Saint-Omer.
- Andreu (vers 1177-1235), futur rei Andreu II d'Hongria i pare de la reina Violant d'Hongria.
- Constança (vers 1180-1240), futura esposa del rei Ottokar I de Bohèmia.